# ديفيد دوسن (مبدع)
ديفيد دوسن (بالإنجليزية: David Dawson)‏ هو مبدع بريطاني، ولد في 4 مارس 1972 في لندن الكبرى في المملكة المتحدة.